# Camponotus micans
Camponotus micans är en myrart som först beskrevs av Nylander 1856.  Camponotus micans ingår i släktet hästmyror, och familjen myror.

## Underarter
Arten delas in i följande underarter:
- C. m. armeniacus
- C. m. asniensis
- C. m. micans